# Tetsuya Ishida
Tetsuya Ishida (jap. 石田 徹也 Ishida Tetsuya; ur. 16 czerwca 1973 w Yaizu, zm. 23 maja 2005 w miejscowości Machida) – współczesny surrealistyczny malarz japoński.
Zginął potrącony przez pociąg na przejeździe kolejowo-drogowym w miejscowości Machida, w aglomeracji Tokio.

## Tematyka prac
Głównym tematem jego prac była tożsamość Japonii i jej rola w dzisiejszym świecie oraz dostosowanie się do zmian społecznych i technologicznych we współczesnym życiu Japończyków. Obrazy Ishidy prezentują poczucie izolacji, niepokoju, kryzys tożsamości, sceptycyzm i samotności współczesnych Japończyków. Postacie na jego obrazach to zwykle mężczyźni z twarzą malarza, zintegrowani z różnymi przedmiotami codziennego użytku. 
Po jego śmierci w 2005 roku wiele jego wcześniej niepublikowanych prac odnaleziono w jego domu. Szacunkowa suma obrazów powstałych podczas dziesięciu lat jego kariery artystycznej to 186 prac.

## Osiągnięcia
Rodzina artysty przekazała 21 jego prac dla Shizuoka Prefectural Museum of Art (Shizuoka-kenritsu Bijutsukan) w jego rodzinnym mieście Yaizu.
Część jego obrazów na aukcjach w Hongkongu została sprzedana za kilka milionów dolarów hongkońskich. 
Pośmiertnie w 2009 r. został wyróżniony japońskim Medalem Honoru, przyznawanym osobom zasłużonym dla sztuki japońskiej.